# Gagrella sampitia
Gagrella sampitia is een hooiwagen uit de familie Sclerosomatidae.